# Glycaspis atkinsoni
Glycaspis atkinsoni är en insektsart som beskrevs av Moore 1984. Glycaspis atkinsoni ingår i släktet Glycaspis och familjen rundbladloppor. Inga underarter finns listade i Catalogue of Life.